# Makuhari Messe
Il Makuhari Messe International Convention Complex (幕張メッセコンベンションセンター国際展示場?, Makuhari Messe Konbenshonsentā Kokusai tenji-ba) è un centro congressi situato nell'area commerciale di Makuhari, nel quartiere Mihama-ku a Chiba, in Giappone. È il secondo centro congressi per grandezza del Paese nipponico, dietro al Tokyo Big Sight, e ogni anno ospita decine di eventi quali il Tokyo Game Show, il Tokyo Auto Salon, il Jump Festa, il Wonder Festival e il Tokyo Motor Show, oltre a numerosi concerti.
Inizialmente conosciuto con il nome di Nippon Convention Center, venne ideato dall'architetto giapponese Fumihiko Maki e inaugurato nel 1989. È costituito principalmente da undici sale per eventi, una sala conferenze e una sala concerti. La parola messe deriva dal tedesco e significa "fiera".

## Strutture

### International Exhibition Halls 1-8
L'International Exhibition Halls 1-8 (幕張メッセ国際展示場棟1～8ホール?, Makuhari Messe Kokusai tenji-ba-tō 1~8 Hōru) è utilizzato soprattutto per eventi pubblici, mostre o cerimonie e assemblee di larga scala. È costituito da uno spazio calpestabile adibito agli eventi di 54.000 m², dal quale sono ricavabili fino a otto sale attraverso lo spostamento di pareti mobili. Anche l'altezza del tetto è modificabile a seconda delle esigenze.

### International Exhibition Halls 9-11
L'International Exhibition Halls 9-11 (幕張メッセ国際展示場棟9～11ホール?, Makuhari Messe Kokusai tenji-ba-tō 9~11 Hōru) è costituito da uno spazio adibito agli eventi di 18.000 m², suddivisibili in tre sezioni attraverso l'uso di pareti mobili. Il padiglione 9 misura 9.000 m² e può ospitare eventi di grandi dimensioni, mentre i padiglioni 10 e 11 misurano entrambi 4.500 m².

### International Conference Hall
L'International Conference Hall (幕張メッセ国際会議場?, Makuhari Messe Kokusai kaigi-ba) è un centro congressi costituito da ventidue sale, ognuna delle quali può ospitare fino a 1.600 persone.

### Makuhari Event Hall
Il Makuhari Event Hall (幕張イベントホール?, Makuhari Ibento Hōru) è un edificio a uso multifunzionale che può ospitare fino a 9.000 persone. Viene utilizzato principalmente per concerti, cerimonie, esibizioni ed eventi sportivi.

## Eventi principali
Il Makuhari Messe ospita regolarmente importanti eventi quali il Tokyo Game Show, il Tokyo Auto Salon, il Jump Festa, il Wonder Festival e il Tokyo Motor Show, oltre a numerosi concerti. Tra questi ultimi si ricordano il concerto tenuto dalla rock band GLAY nel 1999, il quale attirò un seguito di 200.000 spettatori, che rappresenta ancora oggi il record per quanto riguarda il numero di spettatori paganti per un concerto di un singolo artista in Giappone; uno dei concerti del Live 8 nel 2005; la convention Jack in the Box 2009 Summer, durante il quale si tennero numerosi concerti, tra cui la reunion dei Dead End; e il Summer Sonic Festival.